# Gwibber
Gwibber je mikroblogovací klient pro desktopové prostředí GNOME. Je distribuován pod GNU GPL licencí.
Podporuje Linux a je napsán v Pythonu pomocí PyGTK knihovny. Nalézá se ve výchozím nastavení v Ubuntu 10.04.

## Podporované platformy
| Platforma             | Gwibber 1 | Gwibber 2 |
| --------------------- | --------- | --------- |
| Twitter               | Ano       | Ano       |
| identi.ca / StatusNet | Ano       | Ano       |
| Facebook              | Ano       | Ano       |
| Flickr                | Ano       | Ano       |
| Digg                  | Ano       | Ano       |
| FriendFeed            | Ne        | Ano       |
| Brightkite            | Ne        | Ano       |
| OCS                   | Ne        | Ano       |
| Qaiku                 | Ne        | Ano       |
| Ping.fm               | Ano       | Ne        |
| TRSS / Atom           | Ano       | Ne        |
| Google Reader         | Ano       | Ne        |
| Pidgin                | Ano       | Ne        |